# 김운하
김운하(본명: 김창규, 1975년 2월 1일 ~2015년 6월)는 대한민국의 권투 선수이자 연극 배우이다. 한국종합예술학교를 졸업한후 연극 무대에서 활동했다.

## 출연 작품
- 《날 위한 노래》
- 《가시고기》